# Danan: The Jungle Fighter
Danan: The Jungle Fighter est un jeu vidéo d'action et de plates-formes développé par Whiteboard et édité par Sega, sorti en 1990 sur Master System.